# Louvignies-Quesnoy
Louvignies-Quesnoy település Franciaországban, Nord megyében. Lakosainak száma 903 fő (2022. január 1.). Louvignies-Quesnoy Le Quesnoy, Salesches, Englefontaine, Ghissignies, Locquignol, Poix-du-Nord, Potelle és Raucourt-au-Bois községekkel határos.

## Népesség
A település népességének változása:
| Lakosok száma | 951  | 941  | 954  | 933  | 932  | 931  | 922  | 912  | 903  |
|               | 2013 | 2015 | 2016 | 2017 | 2018 | 2019 | 2020 | 2021 | 2022 |